# Бриз
Бризът (на френски: la brise) е слаб местен вятър със скорост до 4 м/с. Бризът духа с денонощна периодичност, по бреговете и крайбрежията на големи водни басейни (морета, големи езера, големи реки). Бризът мени посоката си два пъти в денонощието, което е предизвикано от неравномерното нагряване от Слънцето на водната повърхност и сушата. Дневният морски бриз духа в посока от водната повърхност към сушата, а нощният бриз духа от брега към водната повърхност. Бризът духа по-често през лятото, когато температурните разлики между водната повърхност и сушата са най-големи, и, когато има ясно изразено антициклонално време. Морският (дневен) бриз духа с по-голяма скорост (6 – 7 m/s), а континенталният (нощен) – със скорост 2 – 3 m/s. Вертикалната мощност на кръговрата при дневния бриз (около 800 m) е по-голяма от нощната (около 300 m).

## Дневен бриз
Сушата и водната повърхност имат различни специфични топлинни капацитети и вследствие на слънчевото греене се загряват на различна дълбочина. Водата има по-голям специфичен топлинен капацитет, загрява се на по-голяма дълбочина, може да акумулира повече топлинна енергия и затова повърхността и се нагрява по-бавно от сушата. По-бързото нагряване на сушата води и до по-бързо нагряване на въздуха над нея, който започва да се издига във височина, освобождавайки място за по-студения въздух, намиращ се над водната повърхност. Заемайки мястото на издигащия се топъл въздух над сушата, по-студеният въздух предизвиква вятър духащ от водната повърхност към сушата известен като дневен (морски) бриз. Скоростта му е правопропорционална на разликата в температурите между сушата и водната повърхност.

## Нощен бриз
През нощта водната повърхност изстива по-бавно отколкото сушата. Когато температурата на въздуха над сушата падне под температурата на въздуха над близката водна повърхност, въздухът над водата започва да се издига, освобождавайки място за по-студения въздух над сушата. Образува се вятър духащ от сушата към водата, който се нарича нощен бриз.